# Technical and further education

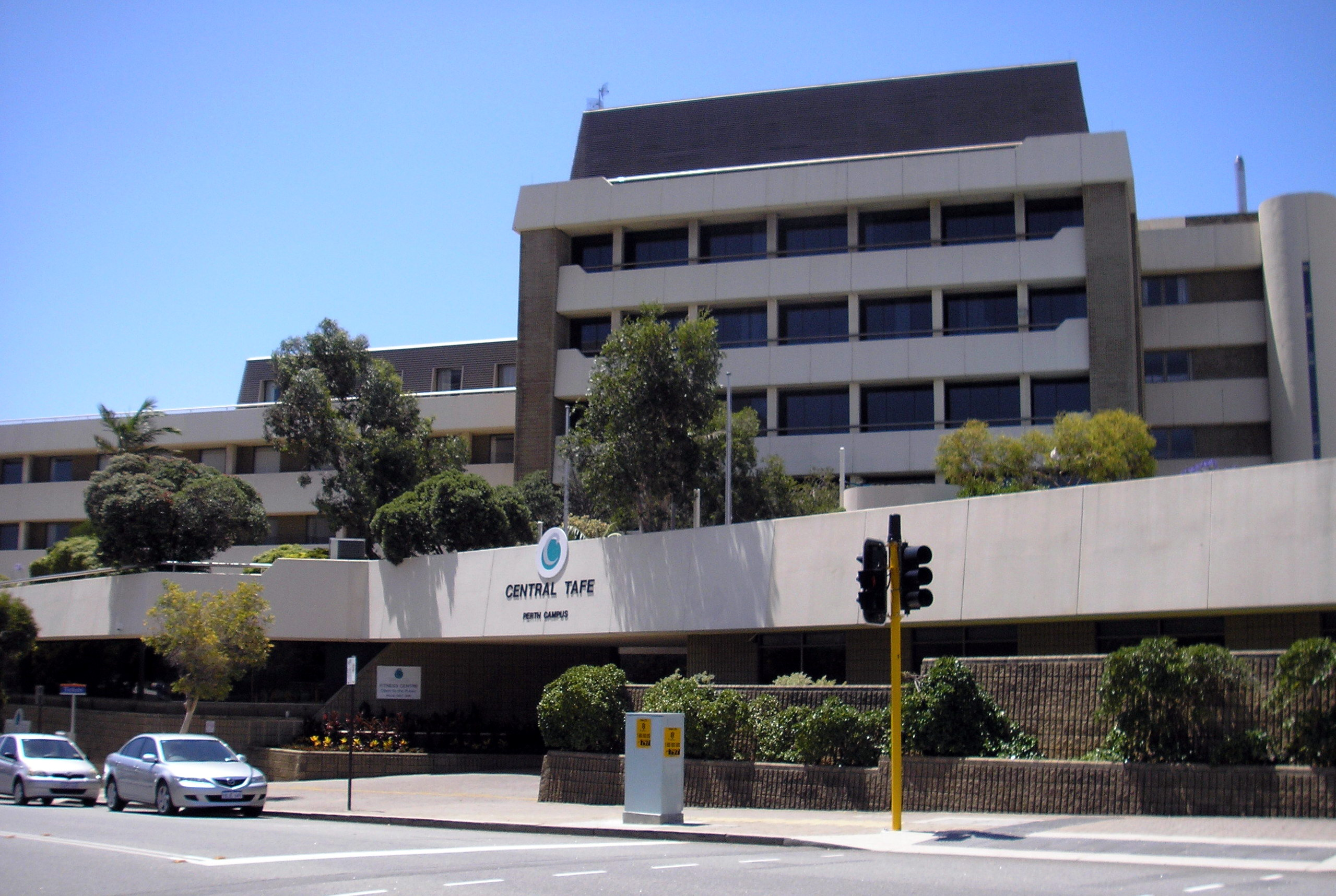
Un instituto TAFE en Perth, Australia.

Technical and further education (en español: enseñanza técnica y superior), abreviado como TAFE ( /ˈteɪf/), es el nombre común en los países anglófonos de Oceanía para la formación profesional, como subconjunto de la educación superior. Las instituciones TAFE ofrecen una amplia gama de cursos predominantemente profesionales.
Las instituciones individuales de TAFE (normalmente con numerosos campus) se conocen como colegios o institutos, dependiendo del país, estado o territorio.
En Australia, donde se originó el término TAFE, las instituciones suelen impartir cursos de cualificación, de acuerdo con el Sistema Nacional de Formación/Marco Australiano de Cualificaciones/Marco Australiano de Formación de Calidad. Entre los campos que abarcan se encuentran los negocios, las finanzas, la hostelería, el turismo, la construcción, la ingeniería, las artes visuales, las tecnologías de la información y el trabajo comunitario. Las escuelas TAFE son propiedad de los gobiernos de los distintos estados y territorios, que también las gestionan y financian.

## Cualificaciones otorgadas por los colegios TAFE
Los colegios TAFE conceden cualificaciones del Marco Australiano de Cualificaciones (Australian Qualifications Framework, AQF) acreditadas en el sector de la Educación y Formación Profesional (Vocational Education and Training, VET) que se alinean con las cualificaciones de Certificado I, Certificado II, Certificado III, Certificado IV, Diploma, Diploma Avanzado, Certificado de Posgrado y Diploma de Posgrado. En muchos casos, los estudios de TAFE de nivel Diploma o superior pueden utilizarse como créditos parciales para programas universitarios de grado.
Desde 2002, el sector de la educación TAFE ha sido capaz de ofrecer licenciaturas y cursos de diploma de postgrado para cubrir nichos de mercado, en particular las áreas de estudio centradas en la formación profesional basada en las necesidades de la industria. A partir de junio de 2009, diez escuelas TAFE (principalmente en Nueva Gales del Sur y Victoria, pero también en Australia Occidental, Territorio de la Capital Australiana y Queensland) ahora confieren sus propios premios de nivel de grado y diplomas de postgrado, aunque inicialmente no más allá del nivel de licenciatura. No obstante, la Politécnica de Melbourne fue acreditada en 2015 para ofrecer dos másteres. Del mismo modo, algunas universidades (por ejemplo, la Universidad Charles Darwin y el Real Instituto de Tecnología de Melbourne) ofrecen cursos de formación profesional (tradicionalmente el dominio de TAFE); estos son financiados por el estado local y los gobiernos territoriales. Algunos institutos también imparten cursos desarrollados y acreditados por los TAFEs.
Los estudiantes que se matriculan en estos cursos de grado en TAFE deben pagar las tasas completas y no tienen derecho a los préstamos de tasas estudiantiles subvencionados por el Gobierno de la Mancomunidad, conocidos como préstamos HECS, pero pueden acceder a un plan de préstamos FEE-HELP. Mientras que las universidades tienen la capacidad y el poder de diseñar y ofrecer sus propios cursos de grado, cada curso de grado TAFE debe ser evaluado y aprobado por el Comité de Acreditación de Educación Superior (Higher Education Accreditation Committee, HEAC).
En algunos estados, los TAFE también pueden impartir titulaciones de bachillerato, como el Certificado Victoriano de Educación, el Certificado Victoriano de Aprendizaje Aplicado y el Certificado de Estudios Superiores. Algunas universidades, como la Universidad Charles Darwin y el Real Instituto de Tecnología de Melbourne, imparten cursos de TAFE, financiados por las administraciones locales de los estados y territorios. Algunos institutos de enseñanza secundaria también imparten cursos desarrollados y acreditados por TAFE.
Algunas instituciones privadas también ofrecen cursos de las TAFEs, aunque lo más habitual es que ofrezcan otros cursos de formación profesional. Muchos australianos se refieren a todos los cursos de subtitulación como cursos «TAFE», independientemente de qué institución cree o imparta el curso. Antes de los años 90, las TAFE tenían casi el monopolio del sector. Los cursos TAFE ofrecen a los estudiantes la oportunidad de obtener certificados, diplomas y diplomas avanzados en una amplia gama de áreas.

### Sitios web de TAFE estatales y territoriales
- TAFE NSW
- TAFE Victoria
  - Victorian TAFE courses
- TAFE QLD
  - Trade and Technician Skills Institute Archivado el 19 de agosto de 2008 en Wayback Machine.
- TAFE SA
- TAFE WA
  - West Coast Institute of Training Archivado el 24 de mayo de 2019 en Wayback Machine.
- TAFE Tasmania
- Canberra Institute of Technology
- International colleges in Australasia

### Asociación Victoriana de Bibliotecas TAFE
- VATL

### Formación profesional (VET)
- Department of Education, Science and Training (DEST)
- National Centre for Vocational Education Research (NCVER)
- Australian Flexible Learning Framework Archivado el 21 de julio de 2019 en Wayback Machine. (FLX)
- National Association of TAFE Managers Archivado el 23 de octubre de 2005 en Wayback Machine. – (AUSTAFE Inc.)
- National Register of VET (TGA formerly known as the NTIS – national database of VET providers and qualifications)

### Sedes sindicales de TAFE
- AEU Victoria – TAFE Teachers
- Our TAFEs Matter – NTEU

Sitios de comparación de cursos de TAFE
- Training.com.au - Directory of TAFE courses
- Tafecourses.com.au - TAFE courses & information from across Australia

- Datos: Q3274997
- Multimedia: Technical colleges in Australia / Q3274997